# اشویل (نیویورک)
اشویل (به انگلیسی: Ashville) یک منطقهٔ مسکونی در ایالات متحده آمریکا است که در شهرستان چاتاکوآ، نیویورک واقع شده‌است. اشویل ۴۱۳٫۹۲ متر بالاتر از سطح دریا واقع شده‌است.